# بطولة دوري الأساطير الأوربية
== بطولة دوري الأساطير الأوربية
بطولة دوري الأساطير الأوروبية (LEC)، المعروفة سابقاً باسم سلسلة بطولة رابطة الأساطير الأوروبية (EU LCS)، وهو اسم دوري الألعاب الإلكترونية للأساطير برعاية شركة Riot للألعاب حيث يتنافس عشرة فرق مختلفة. كل موسم سنوي من اللعب ينقسم إلى جزأين، الربيع والصيف، وكلاهما يتكون من تسعة أسابيع من مباريات دورة روبن، والتي تختتم بعد ذلك بالبطولات التي تقام بين الفرق الستة الأولى. في نهاية الموسم، الفائز في الدوري الصيفي، والفريق صاحب أكثر نقاط في البطولة، والفائز في بطولة دوري الأساطير يتأهل إلى بطولة دوري العالم السنوية للأساطير. وتمثل اتحاد الأساطير أعلى مستوى من تصفيات دوري الأساطير في أوروبا.
باستثناء بعض الأحداث السياحية، يتم لعب جميع ألعاب بطولة دوري الأساطير الأوروبية على الهواء مباشرة في استوديو ألعاب Riot في Adlershof ، برلين، ألمانيا. وبالإضافة إلى جمهور الاستوديو الصغير، يتم بث جميع الألعاب مباشرة بعدة لغات على تويتش ويوتيوب، مع بث البرامج الإذاعية بشكل منتظم أكثر من 300,000 مشاهد بانتظام.
واجتذبت شعبية بطولة دوري الأساطير الأوروبية ونجاحها اهتماما كبيرا من وسائل الإعلام. في 30 سبتمبر 2016، اعتمد مجلس الشيوخ الفرنسي بالإجماع النسخة الأخيرة من القانون الرقمي، مما أدى إلى تحسين كبير في عملية منح التأشيرات للاعبين في بطولة دوري الأساطير الأوروبية ولاعبين الأجهزة الرقمية بشكل عام، وإعطاء إطار قانوني لعقود الألعاب الإلكترونية، وإدخال آليات لضمان دفع الجوائز النقدية، وتحديد الحقوق للرياضيين الصغار في الألعاب الإلكترونية، وأكثر من ذلك.
وقبل بضعة أشهر، أدخلت فرنسا أيضا اتحادا جديدا للألعاب الإكترونية، هو "France Esports"، الذي من واجبه أن يكون هيئة تمثيلية للألعاب الإلكترونية تجاه الحكومة وأن يكون «شريكا للجنة الوطنية الفرنسية للألعاب الأولمبية والرياضة في جميع المسائل المتعلقة بالاعتراف بالرياضة الإلكترونية كرياضة في حد ذاتها».
وقد فعلت إسبانيا نفس الشيء في نوفمبر 2016، حيث أنشأت الاتحاد الإسباني لألعاب الفيديو وإسبورت الاتحاد الإسباني لألعاب الفيديو والألعاب الإلكترونية وقد اجتذبت بطولة دوري الأساطير الأوروبية عقود الرعاية من شركات أيسر للكمبيوترات، كوكاكولا، وأميركان إكسبريس.
فريق Fnatic هو الفريق الوحيد المتبقي الذي لعب في كل قسم منذ الافتتاح 2013 فصل الربيع. كانت البطولة مركز جدل حول الرعاية مع نيوم. وهدد العديد من الموظفين بالإضراب مما أدى إلى إلغاء الرعاية.
21 مارس 2025
أطلقت شركة Riot للألعاب دوري الأساطير في تشرين الأول/أكتوبر 2009 وجذبت الاهتمام بسرعة من مجتمع الألعاب التنافسية. وكان أول موسمين من اللعب التنافسي يتألف من سلسلة من البطولات التي ينظمها في الغالب ثلاثة أطراف، مثل إنتل ماسترز اكستريم في أوروبا، التي تتصدر بطولة العالم التي تستضيفها Riot للألعاب.
أعلنت العاب Riot عن تشكيل دوري الأساطير للألعاب الإلكترونية في 6 أغسطس 2012، إنشاء دوري محترف تماما تديره الشركة مع جدول منتظم ومرتبات مضمونة للاعبين، تضم ثمانية فرق. وبما أن إطلاق دوري الأساطير للألعاب الإلكترونية فقط في السنة الثالثة من اللعب المحترف، وكان يطلق عليه على الفور «الموسم 3». تأهل اللاعبون الثلاثة الأوائل في البطولات الإقليمية الأوروبية المنظمة عن طريق شركة Riot التي أقيمت في أغسطس 2012 تلقائيًا، مع تحديد الفرق الخمسة المتبقية في بطولات التصفيات التي عقدت في يناير 2013. وينقسم كل موسم من مواسم دوري الأساطير للألعاب الإلكترونية إلى موسمين للربيع والصيف؛ وجرت أولى مباريات موسم الربيع الأول في 7 شباط/فبراير 2013 في أمريكا الشمالية وفي 9 شباط/فبراير 2013 في أوروبا.
الموسم 3 من دوري الأساطير للألعاب الإلكترونية انتهى مع أفضل ثلاثة نهائيات Fnatic ، Lemondogs ، وغامبيت غامب. الفرق الثلاثة الأولى تقدمت إلى بطولة العالم للموسم 3. غيرت شركة Rion للألعاب اتفاقيات التسمية في عام 2014، ودعا الموسم «موسم 2014» بدلا من «الموسم 4». وأنشئت مجموعة رابطة تحدي الأساطير كدرجة ثانية من المنافسة على الصعود والهبوط.
في نهاية موسم 2014، أقيمت بطولة توسعة في أوروبا أضافت فريقين في المنطقة، مما أعطى الاتحاد ما مجموعه 10 فرق لبداية موسم 2015. من شأن نقاط البطولة أن تكسب الفرق على أساس الأداء في كل من المواسم والتصفيات من أجل التأهل إلى بطولة العالم لاتحاد الأساطير.
وتم تثبيت قاعدة جديدة لبيع الرعاية لموسم 2015. ونتيجة لذلك، اضطرت عدة أفرقة إلى إعادة تنظيم وترك المنظمة الأم.
لعب نهائي دوري أبطال أوروبا 2015 في حلبة هوفيت، ستوكهولم. وانتهت السلسلة بفوز Fnatic 3-2 على Origen وبلغت ذروتها في ما يقرب من مليون مشاهد متزامنة على تويتش، يوتيوب، وأزوبو - أعلى عدد من المشاهدين لأي مباراة من مباريات دوري الأساطير للألعاب الإلكترونية حتى الآن.
أقيمت نهائيات دوري أبطال أوروبا 2016 في روتردام أهوي في روتردام، حيث فازت G2 3-1 ضد أوريغن، مما جعلها أول لقب لها في دوري أبطال أوروبا. انقسام دوري أبطال أوروبا 2016 كانت المرة الأولى التي يلعب فيها G2 في دوري أبطال أوروبا المحترفين بعد أن تم ترقيته بسبب الفوز في بطولة أوروبا للمتحدين في صيف 2016.
لعب نهائي دوري أبطال أوروبا 2016 في ساحة تاورون في كراكوف، بولندا. G2 فاز 3-1 ضد Splyce وحقق لقبهم الثاني LCS. Splyce سوف يفوز في وقت لاحق في صيف أوروبا 2016 Gauntlet ويتأهل إلى العوالم باعتباره الفريق الأوروبي المركز الثالث.
أقيمت نهائيات دوري أبطال أوروبا لعام 2017 في حلبة باركلايكارد في هامبورغ، ألمانيا، حيث فازت G2 3-1 ضد يونيكورنز أوف لوف، وتأهلت إلى نهائي دوري أبطال أوروبا الثالث، وتأهلت إلى بطولة منتصف الموسم (MSI)، وهي مسابقة دوري الأساطير الدولي التي تقام سنوياً. احتلت G2 المركز الثاني في بطولة MSI 2017، وخسرت 1-3 أمام SKT T1 ، ممثلي كورين، في النهائيات. أقيمت نهائيات كأس العالم لكرة القدم الصيفية في باريس في حلبة أكسورس، [16] حيث فازت G2 إسبورتس 3-0 ضد ميسفيتس غايمنغ.
في بطولة العالم للأساطير في عام 2019، أعيد تسمية الدوري من «سلسلة بطولة دوري أوروبا» (EU LCS) إلى «بطولة دوري الأساطير الأوروبية» (LEC) وبدأ في منح الامتياز، اقتداء بسلسلة بطولة دوري أمريكا الشمالية، الذي منح حق الامتياز قبل عام من ذلك التاريخ. اختار المسؤولون في بطولة دوري الأساطير الأوروبية عشر شركاء امتياز دائمين، عن طريق تغيير شركات الترويج السابقة والهبوط.
ونتيجة لذلك، تم وقف سلسلة بطولة دوري، وهو سلسلة المتحدين التابعة للاتحاد الأوروبي، واستبداله ببطولة مستقلة تحت اسم أسياد أوروبا، والتي تضم أعلى الفرق من العديد من البطولات الإقليمية في أوروبا.
في عام 2020، أعلنت الرابطة عن طريق حسابها العام على تويتر شراكة مع مدينة نيوم في المملكة العربية السعودية. ولكن أُلغيت الشراكة في اليوم التالي.